# أرماندو يوريبا
أرماندو يوريبا (بالإسبانية: Armando Uribe)‏ هو كاتب ومحامي ودبلوماسي تشيلي، ولد في 28 أكتوبر 1933 في سانتياغو في تشيلي.